# Mondariz-Balneario

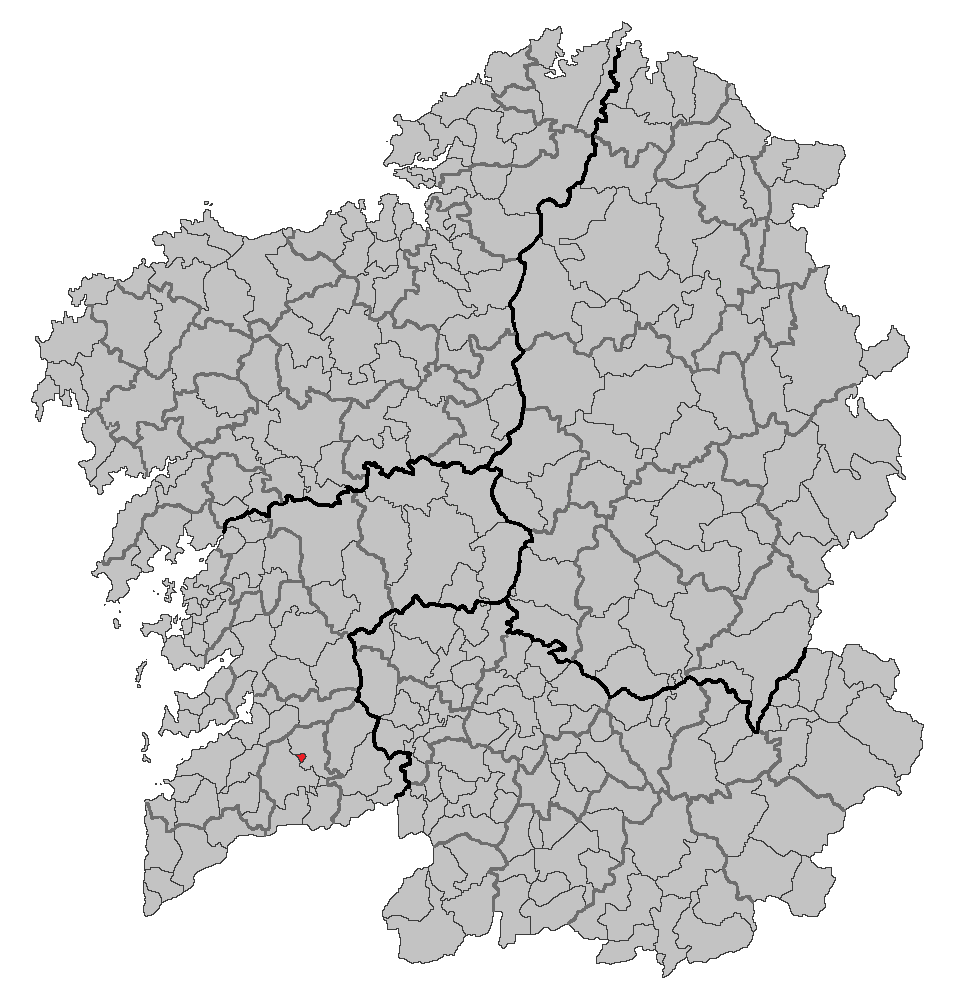
Mondariz-Balneario, Pontevedra, Galizia

Mondariz-Balneario è un comune spagnolo di 816 abitanti situato nella comunità autonoma della Galizia.